# Sh2-92
Sh2-92 est une grande nébuleuse en émission visible dans la constellation du Petit Renard.
Elle est identifiée dans la partie nord de la constellation, à la frontière de la constellation du Cygne, sur le bord sud d'un tronçon très lumineux de la Voie lactée. Elle apparaît très étendue et faible, au point qu'il faut des instruments très sensibles pour pouvoir la filmer. Le meilleur moment pour l'observer dans le ciel du soir est de juin à novembre. Sa déclinaison nord signifie qu'elle est plus facilement observable depuis les régions de l'hémisphère nord.
Sh2-92 est une très grande région H II, dont le diamètre dépasse 200 années-lumière. Elle est située au bord le plus extérieur du bras d'Orion, à une distance d'environ 4 400 pc (∼14 400 al) du système solaire. La source d'ionisation des gaz dans ce nuage est une brillante étoile Wolf-Rayet, connue sous le nom de WR 127 (ou HD 186943). Cette étoile, de magnitude apparente 10,18, est en fait un système d'étoiles binaires, dans lequel la composante secondaire est une étoile bleue de la séquence principale de classe spectrale O9V. D'après le catalogue des régions de formation d'étoiles d'Avedisova, la supergéante bleue HD 332755 contribuerait également à l'excitation du gaz dans le nuage, situé cependant à une plus grande distance, à environ 4 740 pc (∼15 500 al). Cela impliquerait que le nuage lui-même est également situé à une distance similaire, et non à 4400 parsecs comme indiqué précédemment. La nébuleuse contient pas moins de quatre sources d'ondes radio,, en plus de deux sources de rayonnement infrarouge, identifiées par IRAS. C'est une indication du fait que des phénomènes de formation d'étoiles sont actifs à l'intérieur de celle-ci.